# San Sebastián de la Gomera
Pour les articles homonymes, voir Saint-Sébastien et San Sebastián.
San Sebastián de la Gomera (Saint-Sébastien en français) est une commune de la province de Santa Cruz de Tenerife dans la communauté autonome des Îles Canaries en Espagne. Elle est située à l'est de l'île de La Gomera dont elle est la capitale.

## Géographie

### Localisation

Localisation de l'île de La Gomera dans les Îles Canaries.
Localisation de San Sebastián de la Gomera dans l'île de La Gomera.

| Hermigua            | Hermigua                   | Océan Atlantique |
| Alajeró et Hermigua | San Sebastián de la Gomera | Océan Atlantique |
| Alajeró             | Océan Atlantique           | Océan Atlantique |

### Villages de la commune
Entre parenthèses figure le nombre d'habitants de chaque village en 2007.
- San Sebastián de la Gomera (6 984)
- El Atajo (47)
- Ayamosna (6)
- Barranco de Santiago (83)
- Benchijigua (2)
- El Cabrito (8)
- Chejelipes (38)
- Inchereda (17)
- El Jorado (31)
- Laguna de Santiago (357)
- La Laja (92)
- Lo Del Gato (13)
- Lomito Fragoso y Honduras (84)
- El Molinito (432)
- San Antonio y Pilar (44)
- Tejiade (44)
- Las Toscas (8)
- Tecina (190)
- Vegaipala (9)

## Histoire
La ville possède un port commercial où Christophe Colomb fit escale lors de ses voyages vers le continent américain. La maison où Colomb fut hébergé est maintenant un musée.
Autour de 1599, une flotte hollandaise a tenté d'envahir l'île par le port de San Sebastián. Ils ont été rejetés par les Gomeros. En 1743 l'attaque du corsaire britannique Charles Windon, avec trois navires à trois-ponts, fut également repoussée.
Dans Puntallana se trouve l'ermitage de la Vierge de Guadalupe, patronne de La Gomera. Tous les 5 ans se tient la Bajada de la Virgen, une procession religieuse qui commence dans le centre de la ville basse et tourne ensuite autour de toute l'île, ce qui prend une journée entière. La fête de la Vierge est célébrée le lundi suivant le premier dimanche d'octobre.

## Démographie

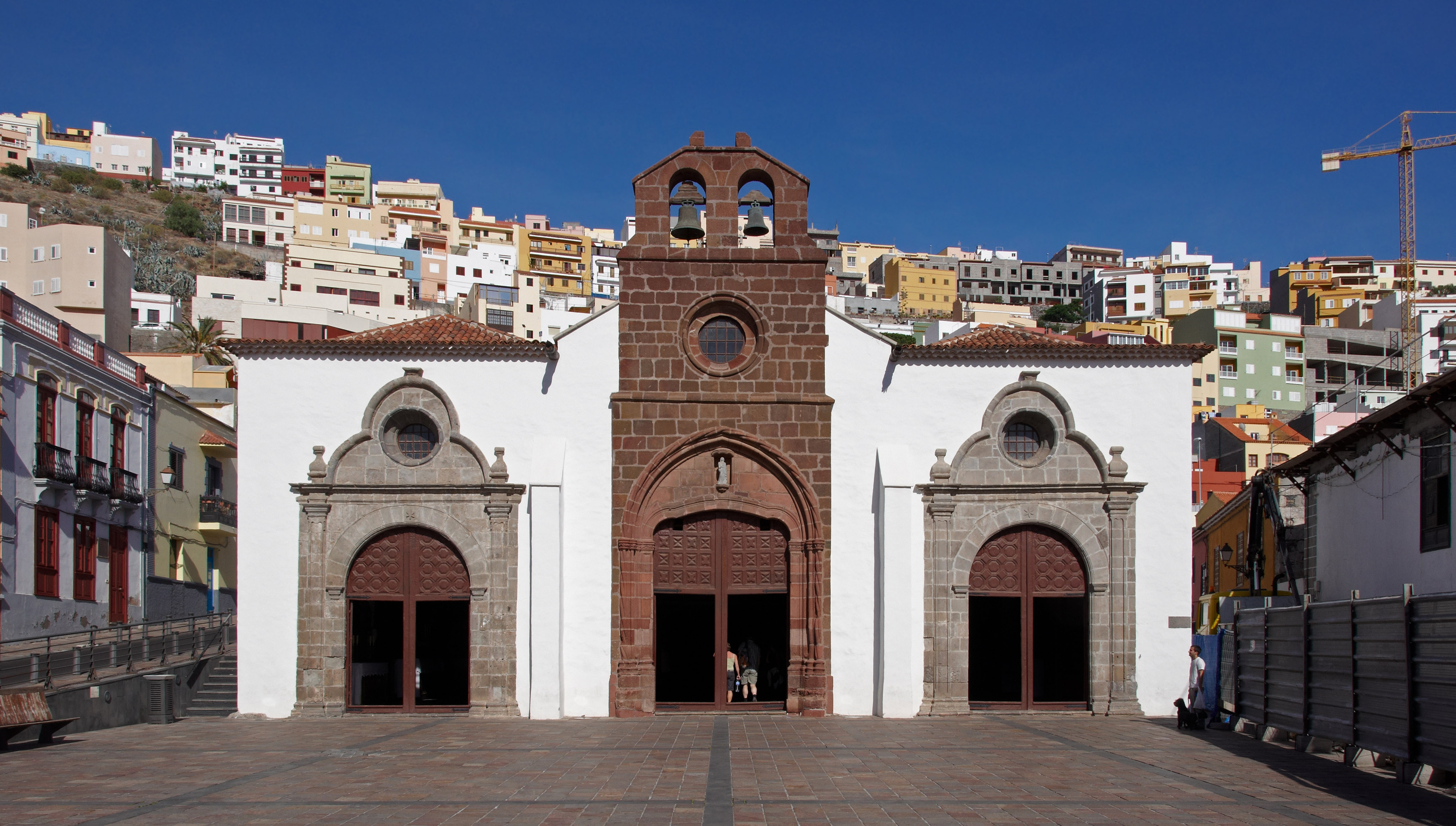
Église de Nuestra Señora de la Asunción

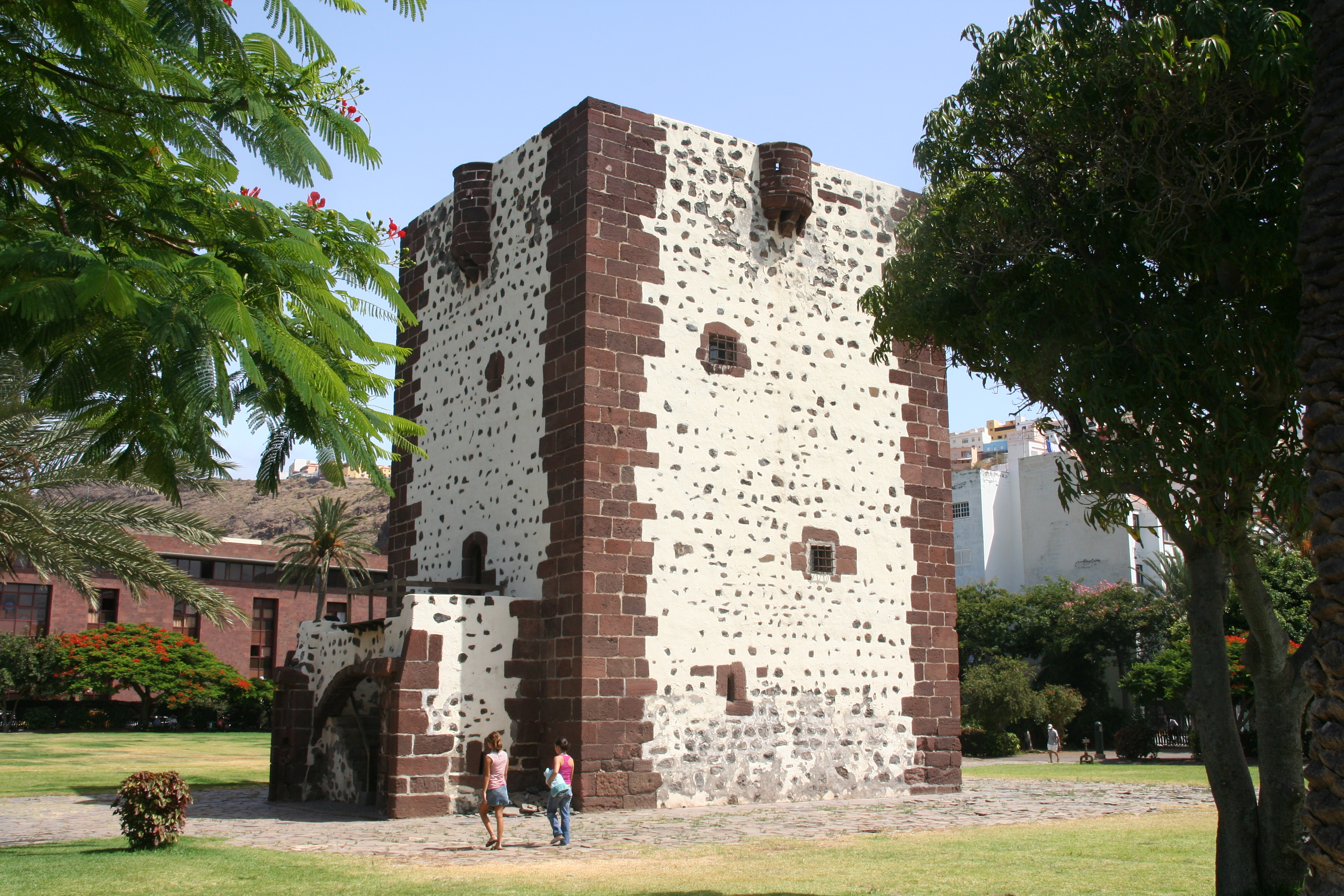
Torre del Conde

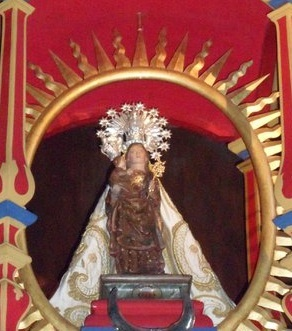
Vierge de Guadalupe, patronne de La Gomera

| An   | Population | Densité       |
| ---- | ---------- | ------------- |
| 1842 | 1.594      |               |
| 1857 | 2.241      |               |
| 1860 | 2.336      |               |
| 1877 | 2.399      |               |
| 1887 | 2.861      |               |
| 1897 | 2.977      |               |
| 1900 | 3.187      |               |
| 1910 | 3.896      |               |
| 1920 | 4.349      |               |
| 1930 | 5.868      |               |
| 1940 | 6.652      |               |
| 1950 | 6.664      |               |
| 1960 | 7.577      |               |
| 1970 | 5.321      |               |
| 1981 | 5.732      |               |
| 1991 | 5.606      | 48,97         |
| 1996 | 6.199      | 54,15         |
| 2001 | 6.618      | 57,81         |
| 2002 | 7.138      | 62,36         |
| 2003 | 6.902      | 62,35         |
| 2004 | 7.984      | 69,75         |
| 2005 | 8.445      | 73,77         |
| 2006 | 8.451      | 73,83         |
| 2007 | 8.515      | 74,39         |
| 2009 | 8.965      | 78,92 hab/km² |

## Économie
L'économie basée, dans le passé, sur l'agriculture est plus orientée, de nos jours, vers le secteur des services.

## Patrimoine
- Torre del Conde (Tour du Comte), construite entre les années 1447 et 1450 par le Comte de la Gomera. Pendant une rébellion des autochtones de l'île, elle a servi de refuge pour les Espagnols.
- Église Nuestra Señora de la Asunción.
- Chapelle de San Sebastián.
- Chapelle de la Vierge de Guadalupe.

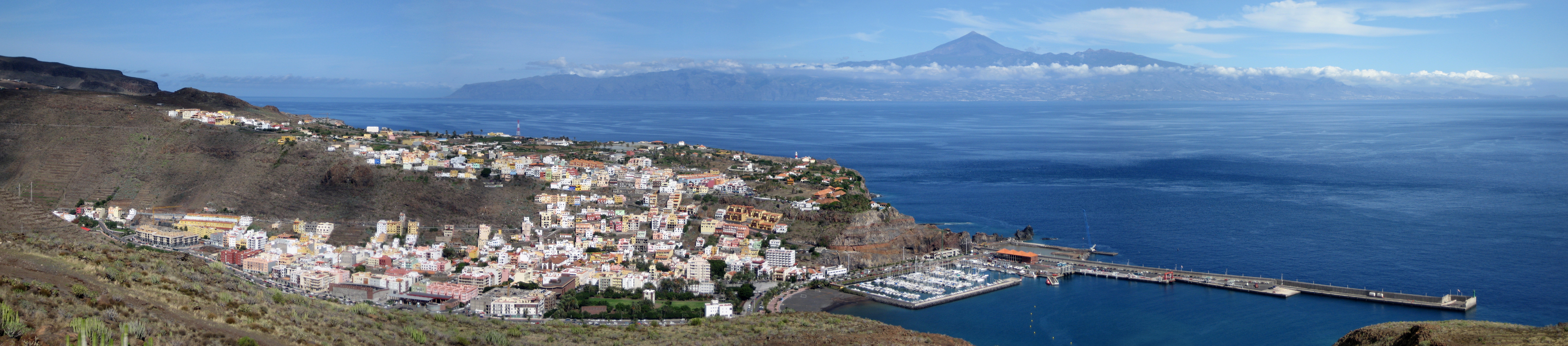
San Sebastián de la Gomera et, au fond, Tenerife et le Teide

## Personnalités liées à la ville
- Félix Casanova de Ayala (1915- 1990), poète, écrivain et journaliste, père de Félix Francisco Casanova.